# Astor Henríquez
Astor Shermón Henríquez Cooper (Tegucigalpa, Honduras; 26 de febrero de 1983) es un futbolista de nacionalidad hondureña. Juega de defensa, su primer equipo fue el Club Universidad.

## Trayectoria
Astor Henríquez inició su carrera con el Club Universidad, luego tuvo un paso fugaz por el Club Deportivo Motagua. En 2005 llegó al Club Deportivo Marathón, donde consiguió tres títulos con el equipo y donde jugó por cinco años. Luego en el año 2012 fue fichado por el Hunan Billows de China League One, donde fue compañero de sus compatriotas, Erick Norales y Emil Martínez. Con el Hunan Billows acumuló de 24 partidos jugados y no anotó goles. Para el Torneo Clausura 2013 (Honduras) regresó a jugar al Club Deportivo Marathón, luego de una temporada se encontró como Agente Libre.

## Selección nacional
Ha sido internacional con la Selección de fútbol de Honduras en nueve ocasiones. Jugó su primer partido el 23 de febrero de 2005 en un juego ante Guatemala por la Copa Uncaf 2005. Logró jugar un total de nueve partidos sin anotar goles y representó a Honduras en la Copa Uncaf 2005 y en la Copa de Oro de la Concacaf 2005.
Su último juego con la Selección de fútbol de Honduras fue el 26 de marzo de 2008 en un juego amistoso ante la Selección Colombia; Honduras ganó el juego con un marcador de 2-1.

## Clubes
| Club                      | País     | Año         |
| ------------------------- | -------- | ----------- |
| Club Universidad Nacional | Honduras | 1999 - 2004 |
| Club Deportivo Motagua    | Honduras | 2005        |
| Club Deportivo Marathón   | Honduras | 2005 -2011  |
| Hunan Billows             | China    | 2012        |
| Club Deportivo Marathón   | Honduras | 2012        |

- Datos: Q4811060